# ديانا وليامز
ديانا وليامز (بالإنجليزية: Diana Williams)‏ هي مراسلة ميدانية أمريكية، ولدت في 18 يوليو 1958 في كولومبوس في الولايات المتحدة.

## وصلات خارجية
- ديانا وليامز على موقع IMDb (الإنجليزية)